# Гардегарейп
Гардегарейп (нід. Hardegarijp, фриз. Hurdegaryp) — село в нідерландській провінції Фрисландія. Входить до муніципалітету Тіцьєркстерадел.
Його площа становить 10,58 км², а населення станом на 2021 рік складало 4 995 осіб.
Перша згадка про населений пункт датується 1401 роком.

## Галерея

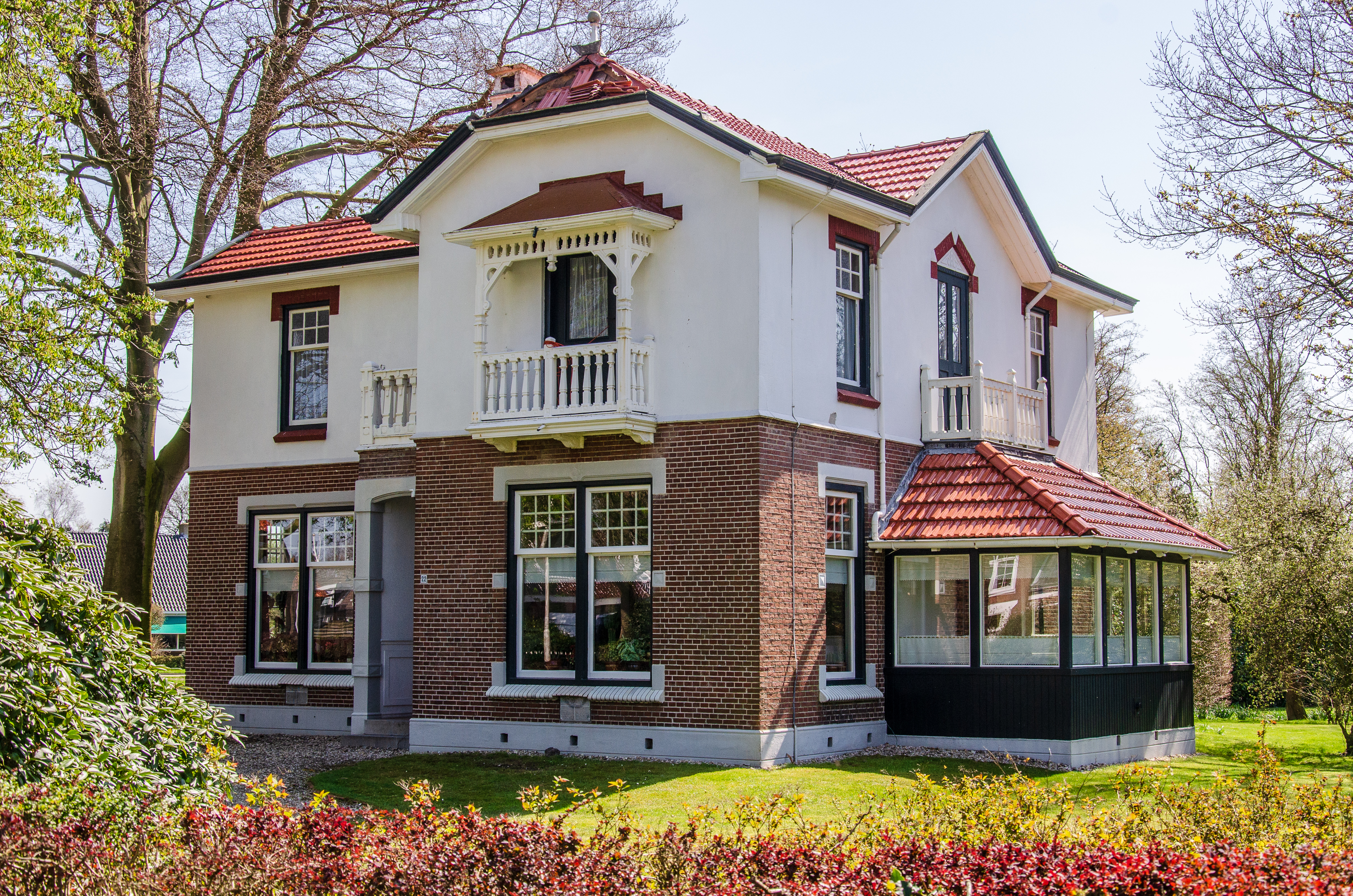
Вілла у селі
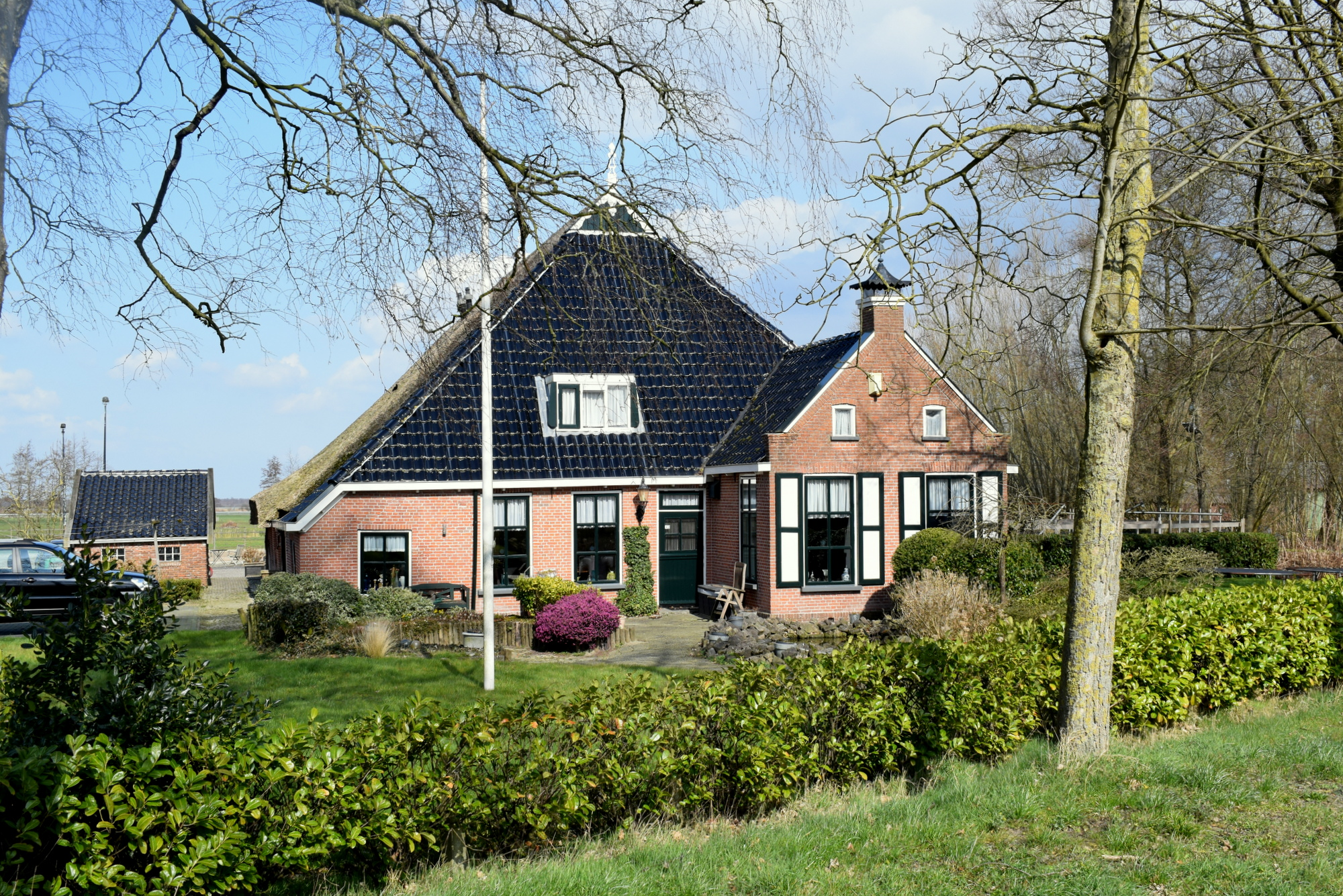
Ферма
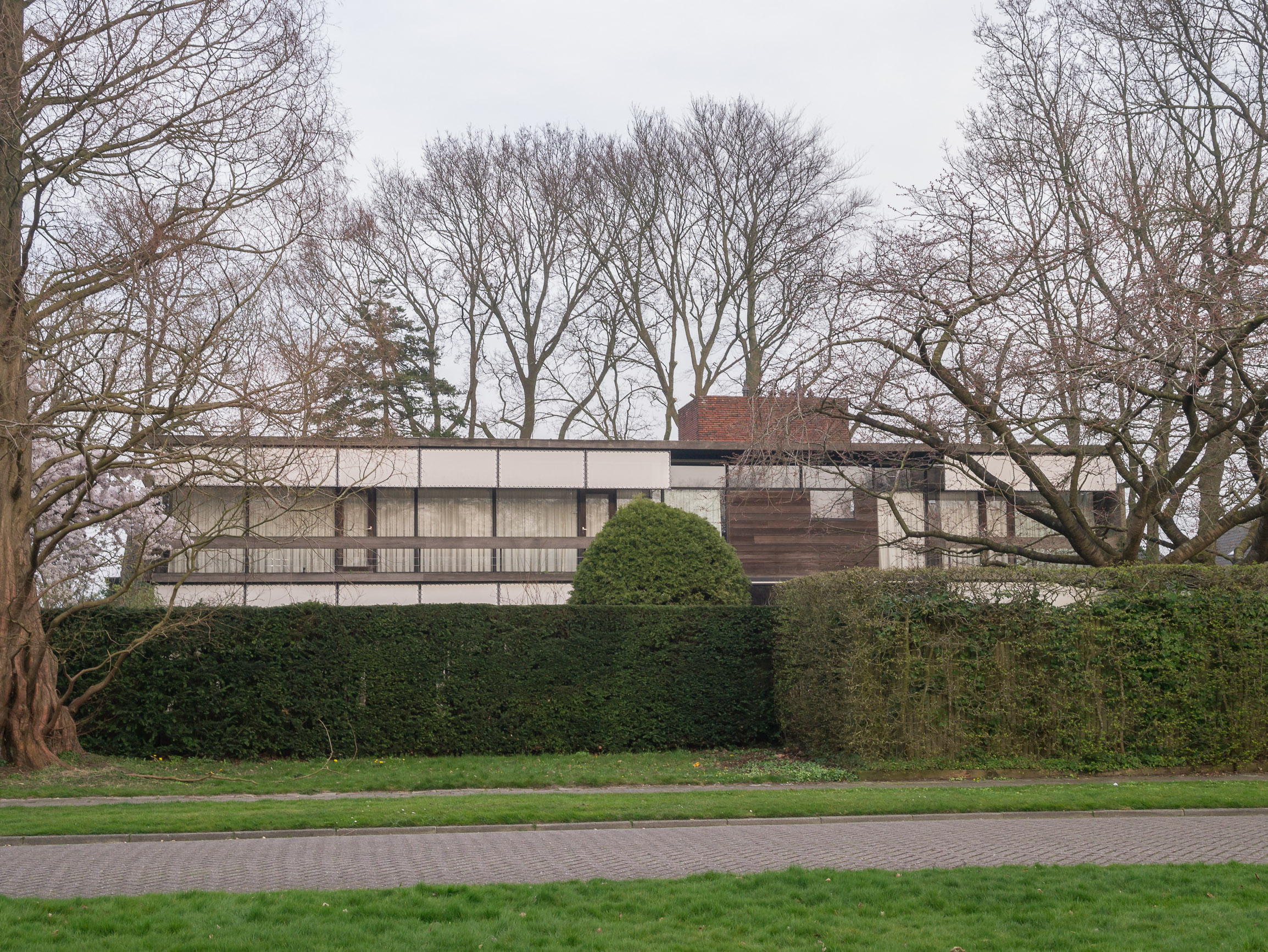
Бунгало у селі
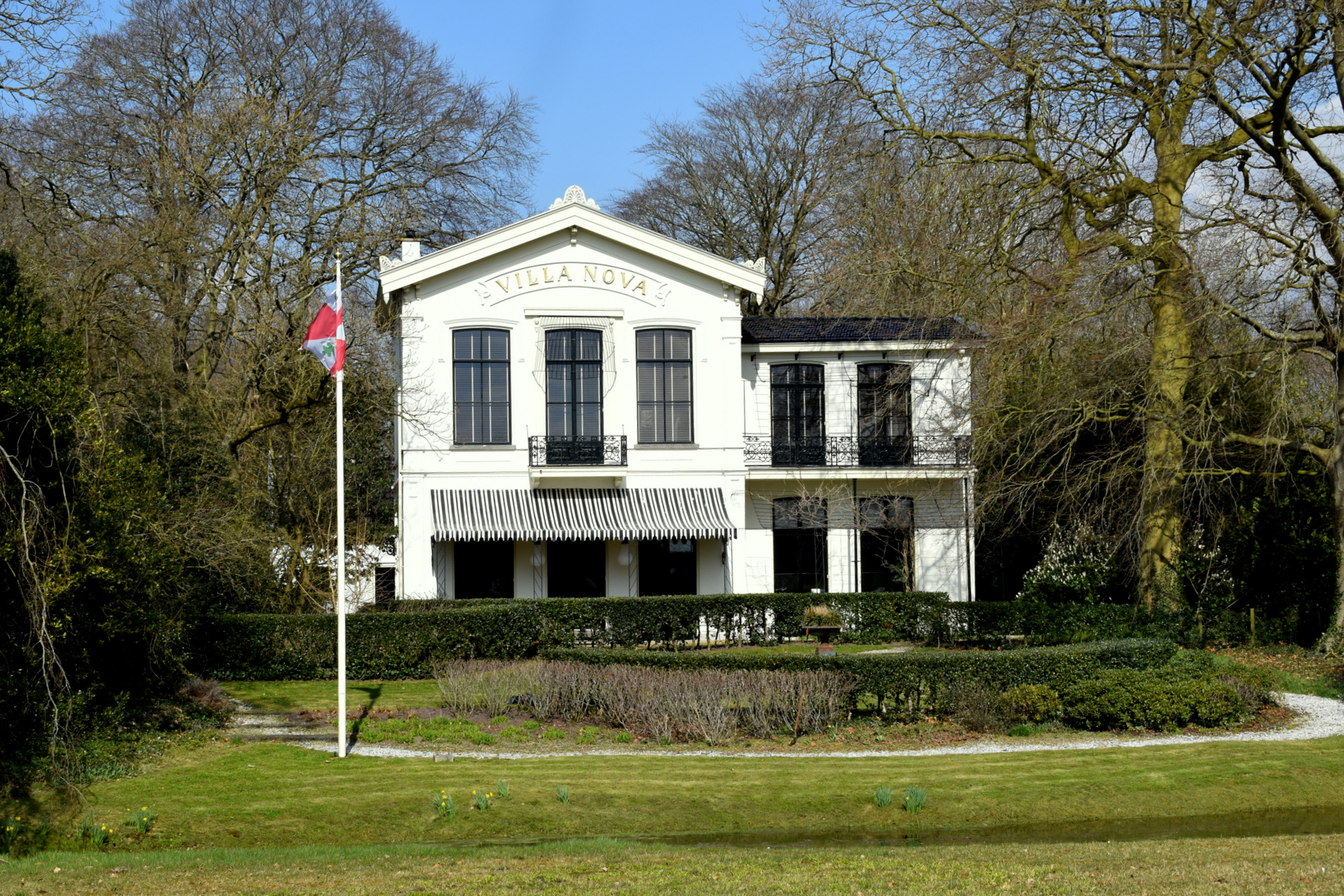
Villa Nova